# Anthurium angosturense
Anthurium angosturense Engl., 1898 è una pianta della famiglia delle Aracee, diffusa in Colombia e Venezuela.